# Yū yū hakusho
Yu Yu Hakusho (幽☆遊☆白書, Yu Yu Hakusho, lit. "Arxius fantasma" o "Informe Poltergeist") i traduït al català com a Yu Yu Hakusho: els defensors del més enllà, és una sèrie manga japonesa que fou creada per Yoshihiro Togashi. El manga se centra en arts marcials, batalles i tornejos que van apareixent a mesura que avança. Togashi va començar a crear Yu Yu Hakusho el novembre de 1990, basant la sèrie en els seus interessos en l'ocultisme i les pel·lícules de terror, i una influència del budisme.
El manga va ser publicat originalment a la revista Weekly Shonen Jump de l'editorial Shueisha entre el desembre de 1990 i el juliol de 1994. La sèrie consta de 175 capítols recopilats en 19 tankōbon o volums recopilatoris. També se'n va fer una adaptació a l'anime que consisteix en 112 episodis de televisió. Va ser dirigida per Akiyuki Arafusa i Noriyuki Abe i co-produïda per Fuji Television, Yomiko Advertising, i Studio Pierrot. La sèrie de televisió es va emetre entre el 10 d'octubre de 1992 fins al 7 de gener de 1995. La franquicia Yu Yu Hakusho ha donat lloc a dues pel·lícules d'animació, una sèrie d'OVA, bandes sonores, videojocs, i altres productes.
El manga de YuYu Hakusho ha venut més de 40 milions de còpies només al Japó i va guanyar el prestigiós Shogakukan Manga Award pel gènere shonen manga l'any 1993. La sèrie animada va guanyar el premi Animage Anime Grand Prix al millor anime del 1994 i 1995.
La sèrie s'ha emès per TVC als canal K3 i posteriorment al Canal 3XL. Actualment s'emet a l'SX3.

## Argument
En Yusuke Urameshi és un adolescent de caràcter rebel i violent que sol faltar a l'escola. Inesperadament, en Yusuke mor atropellat per un cotxe mentre tracta d'ajudar a un nen en perill. A l'altre món, en Yusuke coneix la Botan, que li revela que la seva mort no estava prevista, ja que el nen a qui va salvar no hagués mort en l'accident, i per tant, el seu sacrifici havia estat en va. Per això, no pot anar al cel ni a l'infern, ja que no es pot realitzar un judici correcte.
La Botan l'informa que té una oportunitat per ressuscitar, però abans ha de superar una prova imposada per en Koenma, príncep yōkai del món espiritual, consistent en la cura d'un ou amb la seva energia espiritual. Després de superar la prova se li concedeix un altre cop el seu cos, però també es veu obligat a treballar com a detectiu espiritual, ajudant a controlar els actes dels esperits en el món terrenal.

## Personatges principals
- Yusuke Urameshi (浦飯幽助)

En Yusuke Urameshi és un jove de 14 anys amb un gran poder espiritual i demoníac, per ser l'hereu d'en Raizen, un dels reis del Makai (el món del mal). La seva tècnica principal, anomenada Ray-gun, li permet acumular energia espiritual al seu dit índex per realitzar un tret. Al principi, només pot disparar una vegada al dia però, conforme va guanyant poder, arriba a realitzar diversos trets. Tot i mostrar-se com un rebel cap als altres, en realitat és una bona persona.
- Kazuma Kuwabara (桑原和真)

En Kuwabara és un jove company d'escola d'en Yusuke, a qui menysprea per fer-li quedar només com el segon més "rebel" del centre. Inicialment rivals, en Yusuke i en Kuwabara acaben forjant una amistat consolidada al llarg de tota la sèrie. Tot i ser humà, en Kuwabara té un alt nivell d'energia espiritual ja que és capaç de manifestar la seva Rei Ken (霊 剣, Espasa espiritual), un tipus d'energia espiritual que adquireix normalment la forma d'una espasa que brilla intensament. Després de la "saga del torneig d'arts marcials", se'l considera l'humà més fort. Mostra debilitat pels gats.
- Yōko Kurama (妖狐蔵馬)

En Yōko Kurama és un esperit que té més de 1200 anys. Va haver d'escapar-se al món humà en ser ferit greument per un caçador d'esperits. Es va reencarnar en un nadó humà i va poder retenir la majoria dels seus poders, encara que disminuint, en un principi, el seu rang demoníac. En Shuichi esmenta que no és una reencarnació d'en Yōko, sinó una fusió. En Kurama és molt poderós, mostrant-se freqüentment insensible i orgullós. De caràcter pragmàtic, fa el que sigui necessari per aconseguir els seus objectius. La seva arma principal és el "fuet rosat".
- Hiei (飛影, conegut també com Jaganshi Hiei, lit. "En Hiei de l'ull malígne")

Un hi iōkai (火妖怪, lit. dimoni de foc) que va néixer d'una Korime (氷女, Dona de gel), especialitzat en el "Jaganjutsu" (邪眼術, lit. tècnica de l'ull malígne), és també un bon espadatxí i és capaç de moure's a velocitats sobrehumanes. Discuteix constantment amb en Kazuma Kuwabara, tot i que es porten bé. Tot i així, en Hiei prefereix treballar sol, gaudint d'una molt bona reputació al món espiritual. No obstant això, és honest i compleix sempre la seva paraula. Té una germana bessona anomenada Yukina que, a diferència del seu germà, només controla el poder del gel.
- Keiko Yukimura

La Keiko ha crescut amb en Yusuke. La Keiko va al mateix institut que en Yusuke i sap com és realment el seu amic. La Keiko, al contrari que en Yusuke, és una estudiant model, i a l'institut tothom l'admira perquè és una noia extraordinària. Només té ulls per a en Yusuke. Després de la mort d'en Yusuke, la Keiko està molt i molt trista i fa tot el que cal per ajudar el seu amic. La Keiko no té poders especials, però sempre hi és quan el seu amic la necessita.
- Koenma

En Koenma és el fill del rei Emma, senyor del món espiritual. La missió d'en Koenma és fer d'administrador del món espiritual i dirigir les missions d'en Yusuke. A primera vista, la imatge d'en Koenma desorienta bastant, ja que al món dels esperits té el cos d'un nen d'un any i tot el dia va amb un xumet a la boca. Aquesta aparença fràgil canvia quan en Koenma va al món dels humans, on es transforma en un jove atractiu. En Koenma té poders especials que no dubta a utilitzar a l'hora de salvar els seus amics, i només hi ha una cosa que li fa realment por: fer enfadar el seu pare, el rei Emma.
- Botan

La feina de la Botan és guiar les ànimes de la gent que s'acaba de morir i portar-les al seu nou destí. La Botan és la guia que acompanyarà l'ànima d'en Yusuke davant la presència espiritual d'en Koenma, el fill del senyor dels morts. Quan en Yusuke arribi a ser detectiu espiritual, en Koenma ordenarà a la Botan que l'acompanyi en totes les seves missions. La companyia de la Botan serà de gran ajuda per en Yusuke, ja que els coneixements i l'experiència de la Botan ajuden molt a l'hora d'aconsellar en Yusuke davant del perill.

## Manga
El manga de YuYu Hakusho va ser creat pel dibuixant Yoshihiro Togashi i va ser serialitzada per Shueisha a la revista Weekly Shonen Jump de desembre de 1990 a juliol de 1994. El manga consta de 175 capítols recollits en 19 tankōbon (volums recopilatoris), dels quals el primer va ser llançat el 10 d'abril de 1991 i l'últim el 12 de desembre de 1994. Entre el 4 d'agost de 2004 i el 4 de març de 2005, Shueisha va publicar una edició Kanzenban (completa) del manga. Cada un dels 15 volums kanzenban tenen una nova coberta i més capítols que l'edició tankōbon. YuYu Hakusho també ha estat publicada com a part de la sèrie Shueisha Jump Remix dels llibres d'estil de la revista. Entre el 22 de desembre de 2008 i el 27 d'abril de 2009 nou volums van ser posats a la venda.

## Anime
L'adaptació de Yu Yu Hakusho a l'anime va ser dirigida per Akiyuki Arafusa i Noriyuki Abe i co-produïda per Fuji Television, Yomiko Advertising, i Studio Pierrot. La sèrie, que consta de 112 episodis de mitja hora de duració, es va emetre entre el 10 d'octubre de 1992 i el 7 de gener de 1995 a Fuji Television. L'anime es diferenciava del manga per contenir uns nivells de violència i llenguatge més suaus, així com petites variacions en l'estil d'art d'un a altre.
A Catalunya, la sèrie fou emesa per primer cop el 16 de setembre de 2002 fins al 18 de febrer de 2003 en el canal K3 dins del programa 3xl.net. Posteriorment, la sèrie s'emeté al Canal 3XL. Actualment s'emet a l'SX3.

### Temporades
La sèrie consta de 112 episodis d'uns 23 minuts cada un. Hi ha quatre temporades o "sagues" definides:
- Els primers casos (霊界探偵編, Reikai Tantei Hen, lit. Saga de les investigacions del món espiritual), de l'episodi 1 al 25.
- El torneig clandestí de les arts marcials (暗黒武術会編, Ankoku Bujutsu kai Hen), de l'episodi 26 al 66.
- Els psíquics i el forat maligne (魔界の扉編, Makai no Tobira Hen, lit. Saga de la porta de l'infern), de l'episodi 67 al 94.
- El món Infernal (魔界編, Makai Hen, lit. Saga de l'infern), de l'episodi 95 al 112.

## Pel·lícules
S'han fet dues pel·lícules d'animació basades en la sèrie Yu Yu Hakusho. Yū Yū Hakusho: La Pel·lícula va ser llançada al Japó el 10 de juliol de 1993 com a part d'un festival de cinema de temporada. En aquest film, el príncep Koenma és segrestat per un parell de dimonis coneguts com a Koashura i Garuga, que exigeixen la possessió d'un objecte del rei Enma- pare d'en Koenma- anomenat "Golden Seal"(Segell daurat). La Botan troba en Yusuke i en Kazuma Kuwabara en les seves vacances, i els demana la seva ajuda per rescatar el príncep Koenma.
Yū Yū Hakusho: Meikai Shitō Hen – Honō no Kizuna (幽☆遊☆白書 冥界死闘篇 炎の絆), es va estrenar als cinemes japonesos el 9 d'abril de 1994. L'argument de la pel·lícula ens presenta el rei de l'infern, Yakumo, que ordena el diluvi al Món Espiritual i planeja apoderar-se del món humà. Per això necessita el poder d'una gemma diabòlica que es manté amagada per la Botan. Si s'apodera de la gemma, l'energia latent del seu interior serà la suficient per fer desaparèixer definitivament el món espiritual.

## OVA
El 1994 i el 1996 van sortir OVA's de YuYu Hakusho titulades Eizō Hakusho (映像白書).en format VHS. Les OVA's mostren clips molt curts que tenen lloc després del final de la sèrie. També contenen muntatges de vídeo de la sèrie animada, entrevistes als actors de doblatge, i curtmetratges satíric d'animació centrats en els quatre protagonistes.
- EIZO Hakusho: Ankoku Bujutsukai: Són 2 OVAs que descriuen als personatges de la sèrie. Els episodis inclou escenes de la sèrie televisiva en videoclips (similar a un AMV), curts nous, així com entrevistes als seiyūs.[23]

- EIZO Hakusho II: 4 OVAs en les que cada episodi mostra una ressenya d'un dels personatges principals. L'episodi inclou escenes de la sèrie televisiva, en forma de videoclip, i entrevista al seiyū respectiu.[24]

- Eizō Hakusho II: Yūsuke
- Eizō Hakusho II: Kurama
- Eizō Hakusho II: Hiei
- Eizō Hakusho II: Kuwabara

El 26 d'octubre de 2018 es van incloure una nova sèrie d'OVAs al Blu-ray Box de la sèrie, per a commemorar el vinticinquè aniversari, que adapta el capítol extra «Two Shots» del setè volumn del manga i el penúltim capítol del manga «All or Nothing».

## Banda Sonora
La banda sonora de la sèrie va ser composta per Yusuke Honma. Aquesta banda sonora va posar-se a la venda en dos volums separats per Pony Canyon el 17 de gener de 1997. Els discos contenen pistes de la sèrie instrumentals i alguns dels temes cantats. Una compilació de cançons cantades titulada Legend of Yū Yū Hakusho: "Sai-Kyou" Best Selection Album va posar-se a la venda el 21 de març de 1997. Per la segona pel·lícula també es va posar a la venda un disc amb els temes del film.

### Opening
1. Hohoemi no Bakudan per Matsuko Mawatari (Episodis 1 al 112).

### Endings
1. Homework ga Owaranai per Matsuko Mawatari (Episodis 1 al 29).
2. Sayonara bye bye per Matsuko Mawatari (Episodis 30 al 59).
3. Unbalance na Kiss wo Shite per Hiro Takahashi (Episodis 60 al 83).
4. Taiyō ga Mata Kagayaku Toki per Hiro Takahashi (Episodis 84 al 102).
5. Daydream Generation per Matsuko Mawatari (Episodis 103 al 111).
6. Hohoemi no Bakudan per Matsuko Mawatari (Episodi 112).

### Pel·lícules
- Yū Yū Hakusho: La Pel·lícula
  - Opening: Hohoemi no Bakudan per Matsuko Mawatari.
  - Ending: Sayonara bye bye per Matsuko Mawatari.

- Yū Yū Hakusho: Meikai Shitō Hen - Honō no Kizuna
  - Ending: Sayonara wa Iwanai per Person Z.